# Sialmoselkä
Sialmoselkä är kullar i Finland. De ligger i Rovaniemi i landskapet Lappland, i den norra delen av landet, 700 km norr om huvudstaden Helsingfors.